# 16714 Arndt
16714 Arndt este un asteroid din centura principală de asteroizi.

## Descriere
16714 Arndt este un asteroid din centura principală de asteroizi. A fost descoperit pe 21 septembrie 1995 la Tautenburg de Freimut Börngen. El prezintă o orbită caracterizată de o semiaxă mare de 2,86 ua, o excentricitate de 0,08 și o înclinație de 3,3° în raport cu ecliptica.